# Paula Arcos
Paula Arcos Poveda (n. 21 decembrie 2001, în Petrer) este o handbalistă din Spania care evoluează pe postul de intermediar stânga pentru clubul norvegian Vipers Kristiansand și echipa națională a Spaniei.
Arcos a evoluat pentru naționala de handbal feminin a Spaniei la Jocurile Olimpice de la Tokyo 2020, Campionatele Mondiale din Spania 2021, Danemarca, Norvegia și Suedia 2023 și Campionatul European din Slovenia, Macedonia și Muntenegru 2022.
Deși în februarie 2023 s-a anunțat că din vara lui 2023 Paula Arcos va pleca de la clubul spaniol BM Bera Bera și va juca pentru echipa românească CS Rapid București, în mai 2023 a fost anunțat transferul ei la echipa Vipers Kristiansand.

## Palmares
- Liga Europeană:
  - Turul 3: 2022, 2023

- Cupa Europeană:
  - Semifinalistă: 2021

- Campionatul Spaniei:
  -  Câștigătoare: 2023
  -  Medalie de argint: 2021

- Cupa Reginei:
  -  Câștigătoare: 2023
  -  Finalistă: 2022

- Supercupa Spaniei:
  -  Câștigătoare: 2022

## Distincții individuale
- Cea mai bună jucătoare din Campionatul Spaniei (MVP), distincție acordată de Federația Regală Spaniolă de Handbal: 2022;[14]